# Eleccions legislatives tadjiks de 2005
El 27 de febrer i el 13 de març de 2005 es van celebrar eleccions legislatives al Tadjikistan. El Partit Democràtic Popular del Tadjikistan, dirigit pel president en funcions Emomalí Rahmonov, va obtenir una majoria de 41 escons en l'Assemblea de Representants, de 63 escons.